# Donne la belle papatte
Donne la belle papatte, parfois nommé Cubitus, donne la belle papatte est le 23e tome de la série de bande dessinée Cubitus, créée par Dupa. Paru en septembre 1990, cet album contient 48 pages, illustrant chacune un gag différent,.